# Аскар Акаев
Аскар Акаевич Акаев е киргизски политик, президент на Киргизстан от 1990 до свалянето му от власт чрез Революцията на лалетата през 2005 г.

## Произход и младежки години (1944 – 1981)
Роден е на 10 ноември 1944 година в село Кузул-Байрак, Чуйска област, Киркизка ССР, най-младият от петте сина в семейството на Акая Токоев, работник в колхоз. Той става металоработник в местна фабрика през 1961 г. През същата година завършва средното си образование с отличие и златен медал. Впоследствие се премества в Ленинград, където учи физика и завършва Ленинградския институт за прецизна механика и оптика през 1967 г. по математика, физика и информационни технологии. Остава да работи като старши изследовател и преподавател до 1976 г.
Докато е в Ленинград, се запознава с Майрам Акаева, с която се женят през 1970 и имат двама сина – Айдар и Илим и две дъщери – Бермет и Садаат. През 1977 те се завръщат в родния им Киргизстан, където Акаев става старши преподавател в Политехническия институт във Фрунзе. Някои от бъдещите министри от времето на управлението му са били негови студенти и приятели от академичната му кариера.

## Научна кариера (1981 – 1990)
След като написва докторска дисертация на тема „Холограмни системи за съхраняване и пренос на информация“, получава докторска степен от Московския институт по инженерство и физика през 1981 г.
През 1984 г. става член на Киргизската академия на науките, през 1987 е неин заместник-председател, а през 1989 е избран за председател. По време на академичната си кариера Акаев публикува около 150 научни статии и 7 изобретения. Подготвя 20 кандидати и 3 доктори на науките, 7 от учениците му впоследствие стават носители на награди. Според водещия специалист в областта на холографията академик Юрий Денисюк: "Акаев е много по-напред от времето си в изследванията си в пресечната точка на 2 области – оптиката и информационните технологии, въпреки че по онова време не бе възможно да се постигнат невероятни резултати”. Същата година той е избран за народен представител във Върховния съвет на Киргизска ССР.

## Политическа кариера (1990 – 2005)

### Президент на Киргизстан
На 25 октомври 1990 Върховният съвет на Киргизката съветска социалистическа република провежда избори за новосъздадения пост президент на републиката. Двама кандидати си оспорват президентския пост – председателят на Министерския съвет на Киргизката ССР Апас Юмагулов и първият секретар на ЦК на Комунистическата партия на Киргизия Абсамат Масалиев. Нито един от двамата кандидати обаче не успява да получи мнозинство от подадените гласове. Съгласно Конституцията на Киргизката ССР от 1978 г. и двамата кандидати са дисквалифицирани и нито един от тях не може да участва на последващия балотаж.
Два дни по-късно, на 27 октомври 1990 г., Върховният съвет избира Акаев, който е ефективен компромисен кандидат, да бъде първият президент на републиката. През 1991 съветският президент Михаил Горбачов му предлага да заеме поста вицепрезидент на Съветския съюз, но Акаев отказва. С гласуване, проведено на 12 октомври 1991 г., Акаев е избран президент на преименуваната на Киргизстан република. На състоял се през 1994 вот на доверие – референдум, са потвърдени президентските му пълномощия. Сред обвинения за фалшифициране на изборните резултати е преизбран още два пъти – на 24 декември 1995 и на 29 октомври 2000 г.
Първоначално на Акаев е гледано като на либерален лидер. В интервю (1991) той отбелязва: „Въпреки че съм комунист, моето основно отношение към частната собственост е благоприятно. Вярвам, че революцията в сферата на икономиката не е била извършена от Карл Маркс, а от Адам Смит.“ („Акайев: 'Изведнъж станах президент’“, Christian Science Monitor, 10 януари 1991). Той активно насърчава приватизацията на земя и други икономически активи и управлява сравнително либерален режим в сравнение с този в другите централноазиатски държави.
До 1993 г. редица политически анализатори смятат Акаев за „продемократичен физик“. Долната камара на парламента му предоставя пожизнен имунитет от съдебно преследване през 2003 г.

### Протести
Първата вълна от протести срещу управлението на Акаев е в средата на март 2002 г. Членът на парламента, обвинен в злоупотреба с власт, Азимбек Бекназаров, трябвало да се яви на дело провеждано срещу него в Джалал Абад. Над 2000 демонстранти се събират в града, където се провежда съдебната процедура. Според свидетели полицията наредила на демонстрантите да спрат и им дава 15 минути да се разпръснат, но открила огън, преди това време да е изтекло. Петима души са убити, а още един е убит на следващия ден. 61 души са ранени, включително 47 полицаи и 14 граждани.
Полицията се сблъсква с протестиращи на демонстрация в подкрепа на Бекназаров в Бишкек през май същата година. Полицията рита демонстранти и влачи хора по земята, за да разпръсне тълпата от около 200 души на Парламентарния площад в столицата. Демонстрантите имали няколко искания, сред които Акаев да подаде оставка. Същата ситуация се повтаря през ноември 2002 г., когато десетки са арестувани по време на протест на опозицията в столицата. Макар и в по-малки мащаби, протестите продължават в различни градове в страната през следващите няколко години.

### Полемика около изборите през 2005
Акаев обещава да се оттегли, когато последният му мандат изтече през 2005 г., но бива повдигната възможността за династическо унаследяване на властта. Синът му Айдар Акаев и дъщеря му Бермет Акаева са кандидати на парламентарните избори през 2005 и широко се вярвало, че той ще се опита да задържи фактическата власт чрез уреждането на близки негови поддръжници или роднини на ръководни постове или дори чрез премахване на ограничението върху броя позволени мандати в конституцията и оставайки лично на власт, което обвинение Акаев категорично отхвърля.
Резултатите от проведените избори са спорни и с обвинения в изборни машинации. Две от децата на Акаев печелят места в парламента. Сериозни протести избухват в Ош и Джалал Абад, като в Ош демонстранти нахлуват в административни сгради и превземат летището. Правителството обявява, че е готово да преговаря с демонстрантите. Лидер на опозицията обаче казва, че преговорите биха имали смисъл, само ако самият президент участва в тях.
Акаев отказва да подаде оставка, но обещава да не използва сила, за да потуши протестите, които той приписва на чуждестранни интереси, желаещи да предизвикат жестоки ответни мерки от страна на правителството.
На 23 март Акаев обявява уволнението на вътрешния министър Бакирдин Субанбеков и на върховния прокурор Миктибек Абдилдаев заради „слабите им резултати“ в справянето с разрастващите се протести.

### Провал
На 24 март 2005 г. протестиращи щурмуват президентския палат в Бишкек и установяват контрол над седалището на държавната власт, след като се сблъскват с полицията по време на голям опозиционен митинг. Поддръжници на опозицията установяват контрол и над ключови градове в южната част на страната и отправят искания Акаев да се оттегли. Същия ден Акаев бяга от страната заедно със семейството си, като се съобщава, че първо бяга в Казахстан, а оттам в Русия. Руският президент Владимир Путин поканва Акаев да остане в Русия. Отначало се съобщава, че Акаев е оповестил оставката си на опозиционни лидери преди да напусне страната. Въпреки това формалното му подаване на оставка става едва на 4 април същата година, когато делегация от членове на Киргизския парламент се среща с него в Русия.
Киргизския парламент приема оставката му на 11 април 2005 г., след като отнема от него и членовете на семейството му специалните привилегии, които им били предоставени от предишния парламент. Формално е премахната титлата му „първи президент на Киргизстан“.

## Сегашно положение и дейности
Към момента Акаев работи като преподавател и старши изследовател в Института по математическо изследване на сложни системи Пригогине към Московския държавен университет. Заедно с Андрей Коротайев и Георги Малинецки той е координатор на програмата на Руската академия на науките – „Системен анализ и математическо моделиране на световни динамики“. Трябва да се отбележи че проведеният от водената от Аскар Акаев научна група през 2010 г. Анализ на логаритмично–линеарни колебания в динамиката на цената на златото през периода 2003 – 2010 г. им позволява да предскажат като възможно начало на втора вълна на глобалната икономическа криза периода май – юли 2011 г. Трябва да се спомене също така, че екипът на Акаев вече предсказа с точност до 1 ден началото на резкия спад в цената на среброто.

## Награди
- Орден на почетния знак;
- Медал „Пушкин“ (23 август 1999), Русия, за изключителния му принос за съхраняването и разпространението на руското културно наследство в Киргизката република;
- Орден Достък 1-ва степен, Казахстан (10 декември 2001);
- Орден „Бял двоен кръст“ 1-ва степен (2003), Словакия.